# Washington-on-the-Brazos
Washington-on-the-Brazos (magyarosan Brazos menti Washington, más néven Washington) egy semelyik településhez nem tartozó terület a Brazos folyó mellett Texas államban, Washington megyében. Akkor alapították, amikor Texas még Mexikóhoz tartozott. A település az 1836-os konvenció révén lett híres, itt írták alá a texasi függetlenségi nyilatkozatot. A település neve a Potomac menti Washingtontól való megkülönböztetésére szolgál.

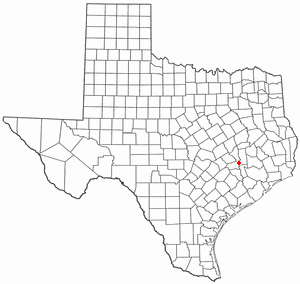
Washington-on-the-Brazos elhelyezkedése Texas államban

## Történelem

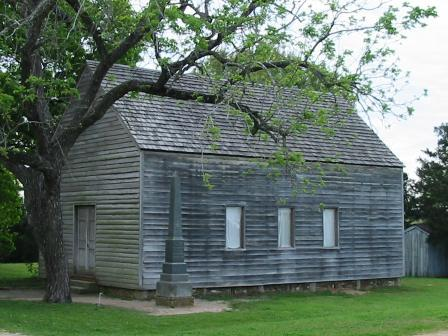
Annak az épületnek a másolata, ahol aláírták a texasi függetlenségi nyilatkozatot. A ház felirata: Egy nemzet született itt.

Washington-on-the-Brazos Texas szülőhelyeként is ismert. Itt gyűltek össze 1836. március 1-jén a texasi küldöttek, hogy kinyilvánítsák Texas elszakadását Mexikótól, és megalkossák a Texasi Köztársaság alkotmányát. A küldöttek 1836. március 2-án nyilvánították ki a függetlenséget. Március 17-ig működtek a településen, majd el kellett menekülniük, a település lakóival együtt, a közeledő mexikói hadsereg elől. A lakók április 21-én térhettek haza, miután a mexikói sereg kikapott San Jacintónál. A városvezetők azért harcoltak, hogy a település a Texasi Köztársaság ideiglenes fővárosa legyen, de a texasi vezetők inkább Waterloot választották, a mai Austint.

## A település neve máshol
Houstonban a Washington sugárút nem az elnökről, hanem erről a településről lett elnevezve.